# Vernon S. Wright
Vernon S. Wright (* 19. September 1889 in North Manchester, Indiana; † 19. Oktober 1934 in Phoenix, Arizona) war ein US-amerikanischer Politiker (Demokratische Partei).

## Werdegang
Vernon S. Wright, Sohn von Minnie Emanda Stair (1869–1957) und Frank B. Wright (1864–1950), wurde 1889 im Wabash County geboren. Vor 1903 zog die Familie nach Fort Wayne (Allen County) und dann von dort 1903 in das Arizona-Territorium, wo sich die Familie in Phoenix im Maricopa County niederließ. In der Folgezeit war er Kämmerer des Maricopa Countys. Von 1925 bis 1927 fungierte er als State Treasurer von Arizona.
Nachdem seine im Jahr 1909 mit Iona Franklin (1892–1951) geschlossene erste Ehe gescheitert war, heiratete er vor 1926 Gladys Irene Coblentz (1901–1986), die in Indiana geboren wurde. Nach der Volkszählung von 1940 hatte das Paar einen 14-jährigen Sohn namens Vernon S. Wright junior und einen 9-jährigen Sohn namens Paul Joseph Wright. Seine Witwe war zu diesem Zeitpunkt 38 Jahre alt.
Vernon S. Wright starb 1934 im Alter von 45 Jahren. Sein Grab befindet sich auf dem Greenwood Memory Lawn Cemetery in Phoenix, Arizona.